# La Courtète
La Courtète é uma comuna francesa na região administrativa de Occitânia, no departamento de Aude. Estende-se por uma área de 5,47 km². Em 2010 a comuna tinha 47 habitantes (densidade: 8,6 hab./km²).